# Oulanok
Oulanok (en russe : Уланок) est un village et du raïon de Soudja dans l'oblast de Koursk, en Russie. Sa population s'élevait à 498 habitants au recensement de 2021.

## Géographie
Le village de Oulanok se situe dans l'oblast de Koursk, un oblast de la partie européenne de la Russie. Le village fait partie du raïon de Soudja, avec Soudja comme centre administratif. Il forme le selsoviet de Oulanok, une municipalité du raïon.

## Démographie
Recensements (*) et estimations de la population :
| 2002 * | 2010* | 2021* | - |
| ------ | ----- | ----- | - |
| 616    | 502   | 498   | - |